# Tristan Valentin
Tristan Valentin (Le Blanc-Mesnil, 23 de febrer de 1982) és un ciclista francès, que va debutar professionalment el 2003 i es va retirar el 2013.
El 2006 va ser suspès per 6 mesos degut a un positiu de Heptaminol. L'equip Cofidis va culpar el metge i el va expulsar.

## Palmarès
- 2005
  - 1r al Gran Premi de la vila de Nogent-sur-Oise
  - 1r a la Tro Bro Leon

### Resultats al Giro d'Itàlia
- 2007. 132è de la classificació general

### Resultats al Tour de França
- 2011. 118è de la classificació general